# جيم بروفي
جيم بروفي (بالإنجليزية: Jim Brophy)‏ هو لاعب قذف أيرلندي، ولد في 1920 في Danesfort ‏ في جمهورية أيرلندا، وتوفي في 1 أكتوبر 1998.